# William Rawle Weeks
Pour les articles homonymes, voir Weeks.
Ne doit pas être confondu avec William Rawle.
William Rawle Weeks, né le 23 octobre 1920 à Denver, dans le Colorado, et décédé le 5 mai 2009 dans la même ville aux États-Unis, est un écrivain américain, auteur de roman policier.

## Biographie
Il suit les cours de la Phillips Exeter Academy, puis de l'université Stanford. Il s'engage dans l'armée américaine pendant la Seconde Guerre mondiale et, à son retour aux États-Unis, est embauché par la CIA. Il travaille ensuite dans le commerce et l'exploitation du pétrole[réf. nécessaire].
Il est l'auteur d'un unique roman policier intitulé Knock and Wait a While qui lui vaut le Prix Edgar-Allan-Poe du meilleur premier roman en 1958.

## Œuvre

### Roman
- Knock and Wait a While (1957)

## Prix et distinctions notables
- Prix Edgar-Allan-Poe 1958 du meilleur premier roman pour Knock and Wait a While.